# 皮里塔修道院

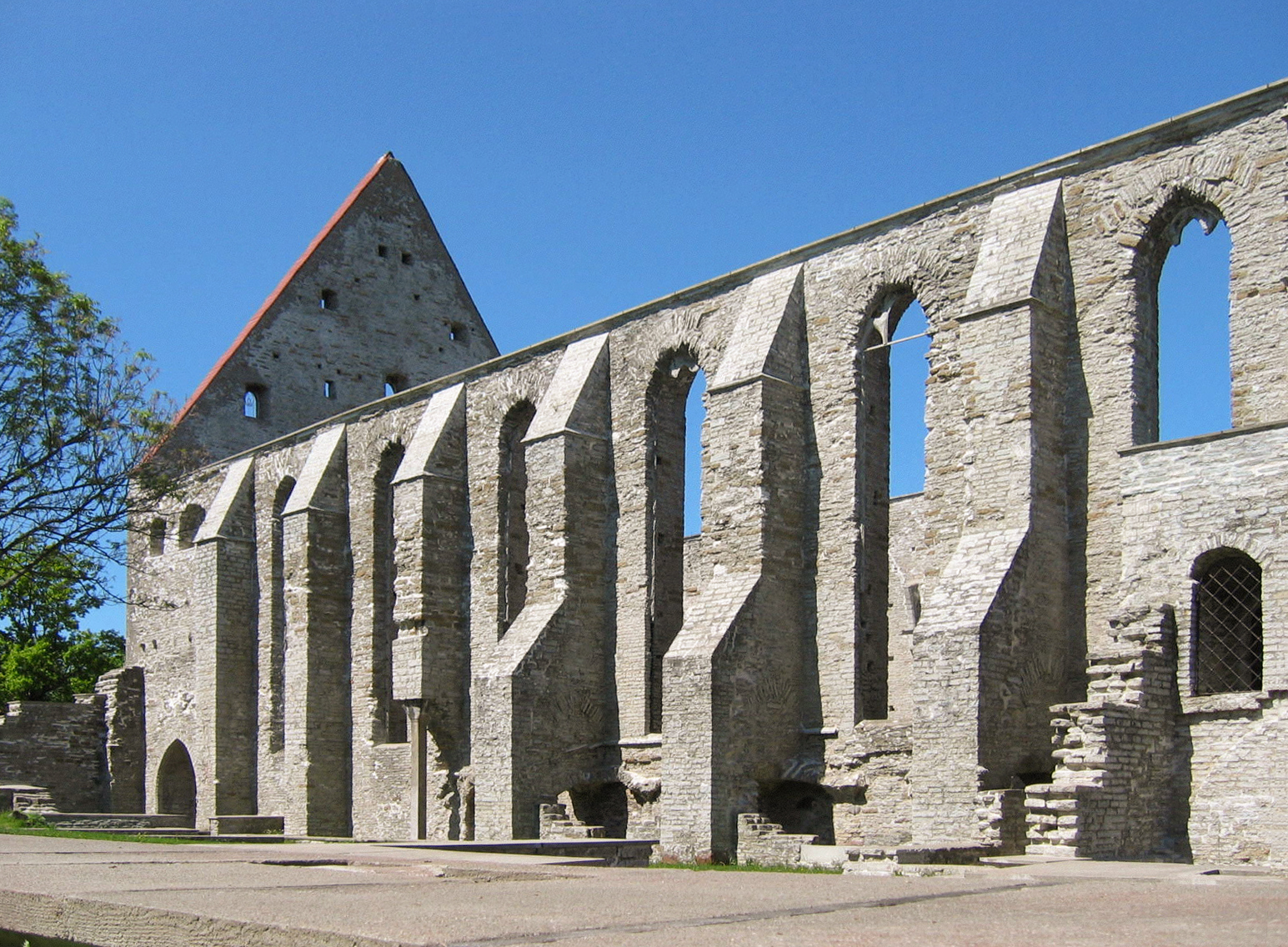
皮里塔修道院廢墟

皮里塔修道院是位於愛沙尼亞塔林皮里塔区的一座修道院。

## 歷史
1400年左右，塔林的商人提出創建修道院的想法。1407年，Vadstena Abbey的兩名修士抵達塔林，為商人提供諮詢。1417年獲得建造修道院許可。
皮里塔修道院是建築師海因里希·斯瓦爾巴特（Heinrich Swalbart）的監督下建造的。1436年8月15日，塔林海因里希二世主教於修道院主教堂舉行儀式。皮里塔修道院在全盛時期成為利沃尼亞最大天主教修道院。
1557年，皮里塔修道院在利沃尼亞戰爭期間遭到伊凡雷帝領導俄羅斯帝國軍隊攻擊。他們洗劫了修道院，掠奪財富並將其燒毀。皮里塔修道院從此廢棄，但是鄰近的土地被當地人當作墓地。